# 藤井美穂
藤井 美穂（ふじい みほ、Miho Fuji）は、日本出身で、アメリカ合衆国で活動している女優、コメディアン、モデル、フェミニスト。身長163cm、体重80kgの体型を生かし、従来のモデル体型よりも大きいサイズの体型のモデルを意味する「プラスサイズモデル」として活動している。

## 経歴
三重県出身。
私立の中高一貫校に入ったが、中学校在学中に不登校を経験、公立高校に転校するが、この間に地元の劇団に所属して演劇活動に関わり、高校を卒業して桐朋学園芸術短期大学に進んだ。
短大時代に、国際的に活躍する演出家から「世界に出ろ」と促されたのを受け、短大卒業後に渡米し、ロサンゼルスで語学学校、演劇学校などに学び、コメディ・ショーへ出演するようになった。
その後、プラスサイズモデルとして注目され、数少ないアジア系プラスサイズモデルとして活動するようになり、女優として映画やテレビに出演する機会も得るようになった。
特技は、高校時代に打ち込んだなぎなたで、インターハイや国体にも出場経験がある。